# 16197 Bluepeter
16197 Bluepeter (2000 AA243) là một tiểu hành tinh vành đai chính được phát hiện ngày the morning of Tuesday 7 tháng 1 năm 2000 by Chương trình nghiên cứu đối tượng gần Trái Đất của đài thiên văn Lowell ở trạm Anderson Mesa.